# Reddick (Illinois)
Pour les articles homonymes, voir Reddick.
Le village de Reddick est situé dans le comté de Kankakee, dans l’État de l’Illinois, aux États-Unis. Sa population s’élevait à 163 habitants lors du recensement de 2010, estimée à 157 habitants en 2016. À noter qu’une très petite portion de Reddick s’étend sur le comté de Livingston.

## Source
- (en) Cet article est partiellement ou en totalité issu de l’article de Wikipédia en anglais intitulé « Reddick, Illinois » (voir la liste des auteurs).